# المخيم الكشفي العالمي الثاني والعشرون
عقد المخيم الكشفي العالمي الثاني والعشرون (بالسويدية: 22:världsjamboreen) في رينكابي، كريستيانستاد، سكانيا في جنوب السويد في الفترة 27 يوليو - 7 أغسطس 2011. وقد حضر حوالي 40061 من الكشافة والقادة والكبار. شارك متطوعون من 166 دولة مختلفة.